# Aria Bedmar
Aria Bedmar (Almería, 1º dicembre 1994) è un'attrice, ballerina e modella spagnola, nota per aver interpretato il ruolo di Camino Pasamar Fonseca nella soap Una vita (Acacias 38).

## Biografia
Aria Bedmar è nata il 1º dicembre del 1994 in Almería (Spagna), fin da piccola ha mostrato un'inclinazione per la recitazione, anche grazie al padre, che è stato un attore dilettante.

## Carriera
Aria Bedmar dal 2004 al 2013 si è formata in balletto, contemporaneo, flamenco e spagnolo presso la scuola di danza, musica e teatro di Roquetas de Mar. Nel 2014 e nel 2015 ha studiato recitazione presso la scuola gestita da Cristina Rota, mentre nel 2015 ha studiato funky presso la scuola Federani. Dal 2017 al 2019 si è specializzata in interpretazione con Dario Facal, mentre nel 2018 ha seguito un corso di preparazione al casting con Cristina Perales.
Nel 2019 ha interpretato il ruolo di Elisa Nerín nella serie La caccia - Monteperdido (La caza. Monteperdido). Nel 2019 e nel 2020 è stata scelta da TVE per interpretare il ruolo di Camino Pasamar Fonseca nella soap opera in onda su La 1 Una vita (Acacias 38), dove ha avuto una relazione con il personaggio di Maite Zaldúa (Ylenia Baglietto). Nel 2020 e nel 2021 ha interpretato il ruolo di Águeda nella serie Dime quién soy.
Nel 2020 ha interpretato il ruolo di María de Castilla da giovane nella serie Mujeres Pioneras. Nello stesso anno ha partecipato al programma televisivo di Antena 3 El cazador. Nel 2021 ha interpretato il ruolo di Eugenia Almendrales nella serie La cuoca di Castamar (La cocinera de Castamar). Nel 2022 ha interpretato il ruolo di Mercé nella serie Gli eredi della terra (Los herederos de la tierra). L'anno successivo, nel 2023, ha ricoperto il ruolo di Greta nella serie El silencio. Nello stesso anno ha interpretato il ruolo della sorella Narcisa nel film Sorella Morte (Hermana Muerte) diretto da Paco Plaza. Nel 2024 ha ottenuto il ruolo di Lucia Valbuena nella serie Operación Barrio Inglés e quello di Claudia Cobo nella serie Segunda muerte. Nello stesso anno ha recitato nelle serie La suerte e ¿A qué estás esperando?.

## Vita privata
Aria Bedmar dal 2009 al 2021 è stata legata sentimentalmente a Kenzy Loevett, front woman del gruppo spagnolo Megara. Aria e Kenzy sono state fidanzate dal 2009 al 2019 e si sono sposate in Almería il 2 novembre 2019, giorno del loro decimo anniversario di fidanzamento. Il 5 agosto 2021 Aria ha annunciato tramite il suo profilo Instagram che la relazione tra le due è giunta al termine dopo dodici anni. Successivamente le due hanno ripreso la loro relazione e hanno annunciato di aspettare un bambino.

## Filmografia

### Cinema
- Sorella Morte (Hermana Muerte), regia di Paco Plaza (2023)

### Televisione
- La caccia - Monteperdido (La caza. Monteperdido) – serie TV, 8 episodi (2019)
- Una vita (Acacias 38) – soap opera, 323 episodi (2019-2020)
- Mujeres Pioneras – miniserie TV (2020)
- Dime quién soy – serie TV (2020-2021)
- La cuoca di Castamar (La cocinera de Castamar) – serie TV, 1 episodio (2021)
- Gli eredi della terra (Los herederos de la tierra) – serie TV, 8 episodi (2022)
- El silencio – serie TV, 6 episodi (2022)
- Operación Barrio Inglés – serie TV, 8 episodi (2024)
- Segunda muerte – serie TV, 3 episodi (2024)
- La suerte – serie TV, 6 episodi (2024)
- ¿A qué estás esperando? – serie TV, 8 episodi (2024)

### Cortometraggi
- Lejos con Manuel Rubio (2013)
- Mensaje Prohibido con Beatriz Portilla (2015)
- Date, regia di Pablo Guirado (2019)
- Desde Dentro, regia di Pablo Guirado (2019)
- Ratón de Biblioteca, regia di Javier Yañez Sanz (2023)

## Teatro
- Chicago, La Venganza di Don Mendo e La Jaula de los Palomos con Francisco Caparrós e Juan José Martin (2004-2013)
- Papanú y sus amigos con Miguel Ángel Salvador (2014-2015)
- Cabaret Maldito: Circo de los Horrores (2015-2016) – Protagonista con Suso Silva
- Megara, attrice e ballerina (2016)
- Medias Puri: The Secret con Chevi Muraday e Aarón Lobato (2017)

## Programmi televisivi
- El cazador (Antena 3, 2020)

## Doppiatrici italiane
Nelle versioni in italiano dei suoi film e delle sue serie TV, Aria Bedmar è stata doppiata da:
- Ludovica De Caro[33] in Una vita[34]
- Joy Saltarelli[35] in Sorella Morte[36]